# 原町 (さいたま市)
原町（はらまち）は、埼玉県さいたま市岩槻区の町丁。現行行政地名は原町のみで、丁目の設定はない。住居表示実施地区。郵便番号は339-0047。

## 地理
さいたま市岩槻区の中部に位置する。北側で東町に、東側で城南に、東側から南側にかけて柏崎に、西側から北側にかけて加倉に隣接する。柏崎との境界付近の道路を除くほぼ全域が市街化区域に指定されており、主に住宅地として利用されている。北部は国道16号に面しており、交通量は多い。岩槻駅も徒歩圏内である。

## 歴史
- 1991年（平成3年）10月7日：住居表示実施に伴い、岩槻市大字加倉および大字柏崎の各一部から原町が成立。
- 2005年（平成17年）4月1日：岩槻市がさいたま市に編入合併され、さいたま市岩槻区の町名となる。

## 世帯数と人口
2017年（平成29年）10月1日時点の世帯数と人口は、以下のとおりである。
| 町丁 | 世帯数  | 人口    |
| ---- | ------- | ------- |
| 原町 | 459世帯 | 1,069人 |

## 小・中学校の学区
市立小・中学校に通う場合、学区（校区）は以下のとおりとなる。
| 区域 | 小学校                 | 中学校                 |
| ---- | ---------------------- | ---------------------- |
| 全域 | さいたま市立柏崎小学校 | さいたま市立柏陽中学校 |

## 交通

### 鉄道
地内に鉄道路線は敷設されていない。最寄り駅は、全域が東武野田線（東武アーバンパークライン）の岩槻駅である。

### 道路
- 国道16号岩槻春日部バイパス（東大宮バイパス線[注釈 1]）

## 施設
国道16号沿道に商業施設が立地する。
- 岩槻第一中継ポンプ場
- 原町ふれあい公園